# Lipsk Żarski
Lipsk Żarski – wieś w Polsce położona w województwie lubuskim, w powiecie żarskim, w gminie Jasień.
W latach 1975–1998 miejscowość administracyjnie należała do województwa zielonogórskiego.
We wsi był przystanek kolejowy Lipsk Żarski. Przez wieś przepływa rzeka Lubsza.